# Dartington Hall School

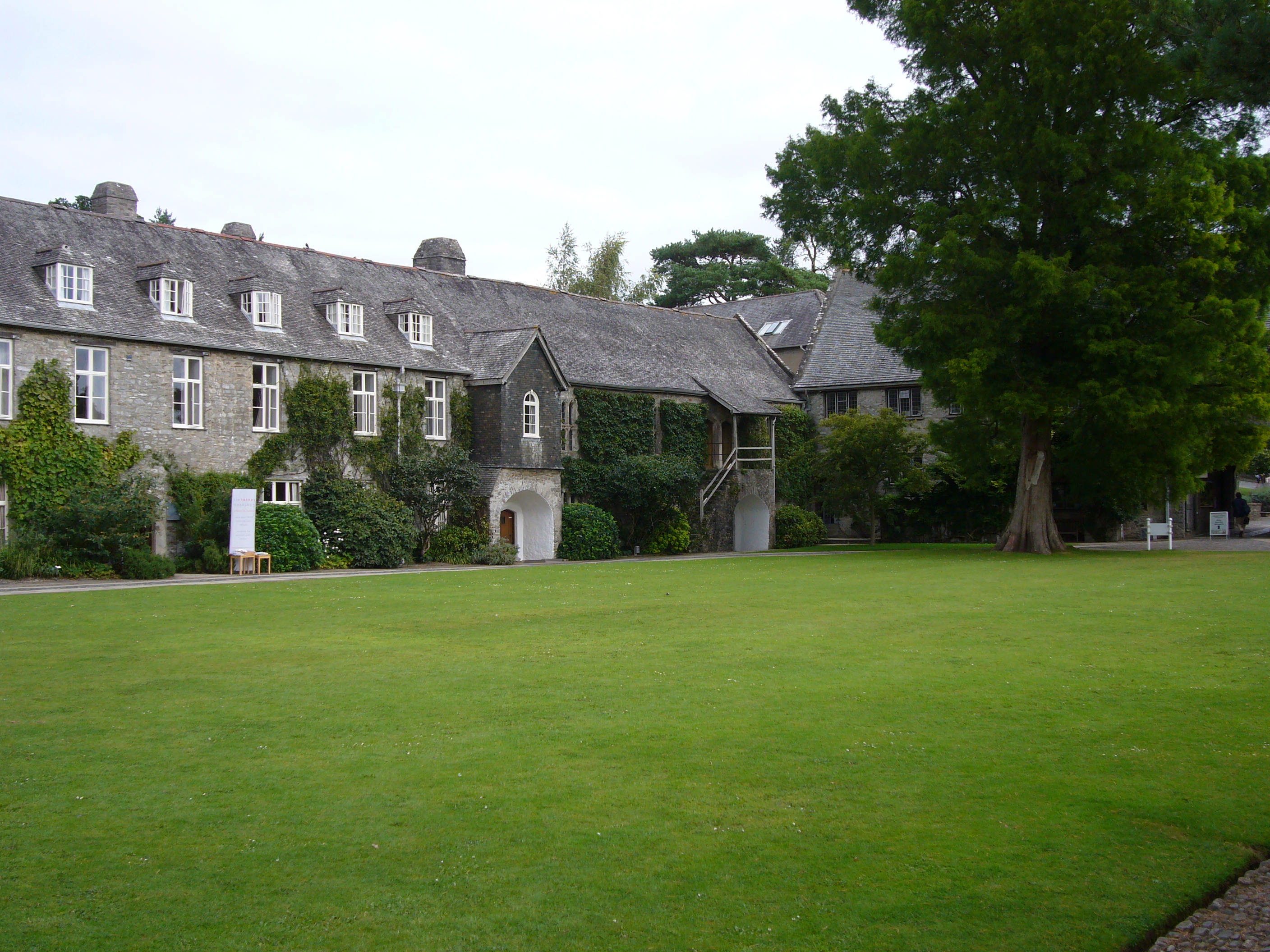
Innenhof von Dartington Hall

Die Dartington Hall School war eine reformpädagogische Schule bei Totnes in der Grafschaft Devon in Großbritannien.

## Gründung
Die Schule mit angeschlossenem Internat wurde 1926 von dem Ehepaar Leonard und Dorothy Elmhirst auf dem verwahrlosten mittelalterlichen Landgut Dartington Hall gegründet, das sie ein Jahr zuvor gekauft hatten. Leonard Elmhirst war ein Pfarrerssohn und stammte aus der Gentry aus Yorkshire, seine Frau war eine vermögende amerikanische Erbin. Ihre Schule folgte nicht nur antiautoritären, freizügigen und lustbezogenen Prinzipien, sondern die Schüler sollten in der ländlichen Umgebung durch praktische Arbeit für ihr Leben lernen. In der Schule lernten Mädchen und Jungen gemeinsam, es gab keine Körperstrafen und Schuluniformen, dafür eine Selbstverwaltung durch die Schüler.

## Unterricht

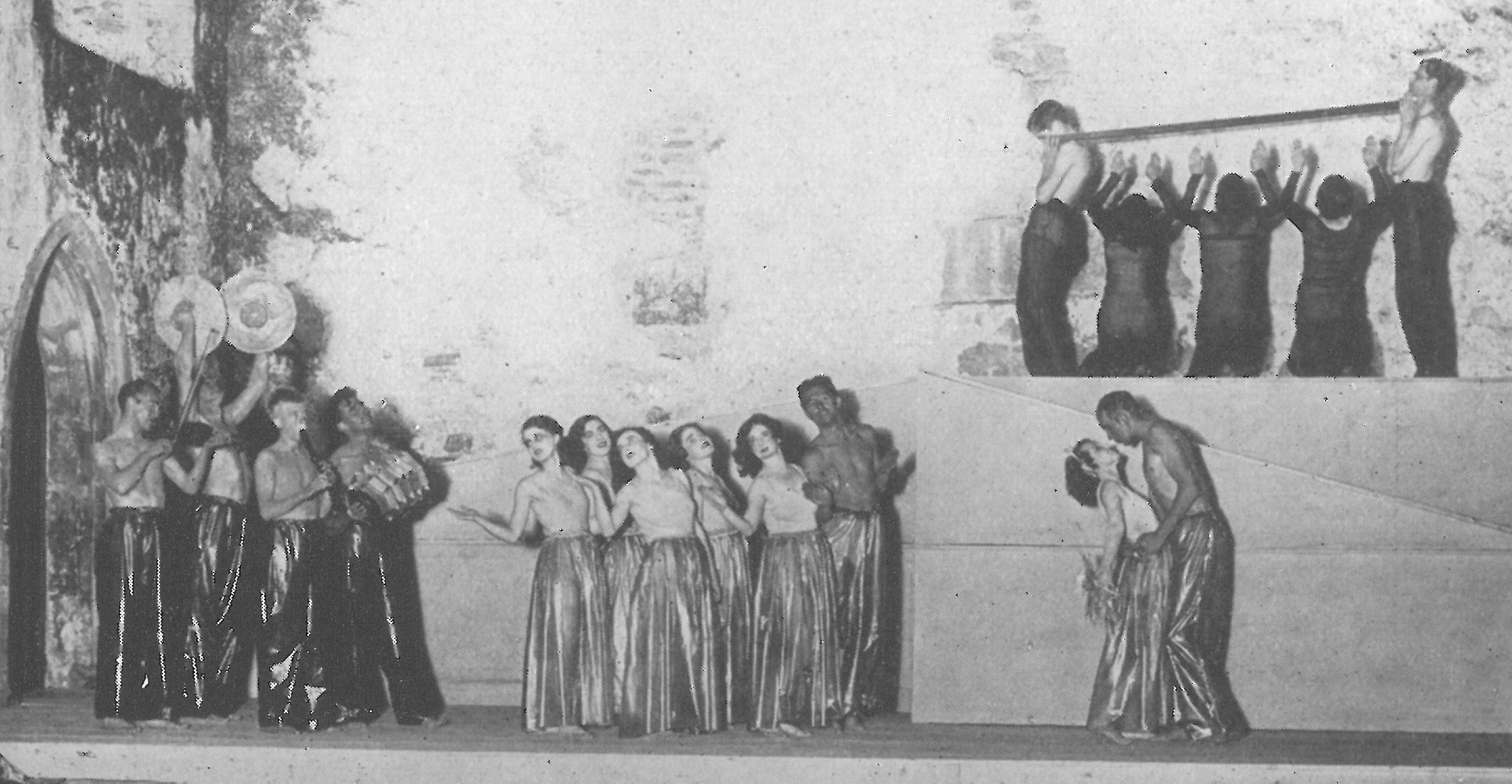
Tanzpantomime, choreografiert von Margaret Barr, während sie Leiterin der School of Dance Mime an der Dartington Hall School in Totnes, Devon war. Aufführung 1931.

Der Unterricht war auf ein Minimum beschränkt, stattdessen lernten die Kinder bei Förstern, Bauern und Handwerkern. Die Elmhirsts gründeten als Teil des Arts and Crafts Movement eine Cider-Presse, ein Sägewerk, eine Töpferei und eine Weberei. Neben der praktischen Arbeit wurden die darstellenden Künste Zentrum des kreativen Lebens in Dartington. Das Lernziel von Dartington war nicht nur Handwerk und Kunst, sondern auch ökologisches Verstehen und Lebenskunst. Damit war die Schule in ihren Gründungsjahren neben Summerhill die revolutionärste Schule ihrer Zeit. 1931 war die Schülerzahl bereits auf über 50 Schüler angestiegen. In diesem Jahr wurde William Curry zum Schulleiter ernannt.

## Stiftung
Die Schule wurde großzügig mit Stiftungsgeldern ausgestattet, und Persönlichkeiten wie Bertrand Russell, Julian Huxley, Ben Nicholson und Barbara Hepworth schickten ihre Kinder nach Dartington. Neben prominenten Lehrern wie Mark Tobey, Bernard Leach, David Lack oder Imogen Holst kamen zahlreiche internationale Künstler und Musiker wie Merce Cunningham, Paul Hindemith, Igor Strawinsky, Kurt Jooss oder Walter Gropius nach Dartington, das sich zu einem internationalen künstlerischen Zentrum entwickelte.
Curry blieb bis 1957 Schulleiter. Nach dem Zweiten Weltkrieg verblasste jedoch der Ruf der Schule. Durch den Ausbau des Schulsystems in England verlor die Schule ihren Modellcharakter und durch Inflation und Sparmaßnahmen sank ihre finanzielle Ausstattung. Die sexuelle Freizügigkeit und Liberalität auch gegenüber Drogen in Dartington Hall führten zu Skandalen, so dass die Schule 1987 schließlich geschlossen wurde.
Eine Gruppe von Schülern und Lehrern gründeten im gleich Jahr die Sands School.

## Ehemalige Schüler
- Michael Dunlop Young (1915–2002), Soziologe und Politiker
- Lucian Freud (1922–2011), Maler
- Clement Freud (1924–2009), Schriftsteller, Journalist, Fernsehmoderator, Politiker, Koch
- Eva Ibbotson (1925–2010), Schriftstellerin
- Ivan Moffat (1918–2002), Drehbuchautor
- Jasper Fforde (* 1961), Schriftsteller und Kameramann
- Martin Bernal (1937–2013), Sinologe
- Richard Leacock (1921–2011), Regisseur und Kameramann
- Sokari Douglas Camp (* 1958), Bildhauerin